# 切口蛇綿鳚
切口蛇綿鳚，為輻鰭魚綱鱸形目绵鳚亞目绵鳚科的一種，分布於東太平洋區，從巴拿馬灣到秘魯海域，屬深海底棲性魚類，棲息深度在水深1272公尺，體長可達24公分。